# قاي بانيستر
قاي بانيستر (بالإنجليزية: Guy Banister)‏ هو متحر أمريكي، ولد في 7 مارس 1900 في مونرو في الولايات المتحدة، وتوفي في 6 يونيو 1964 في نيو أورلينز في الولايات المتحدة بسبب خثار تاجي.